# Rödlus
Rödlus (Corizus hyoscyami) är en insekt i insektsordningen halvvingar.
Rödlusen är tecknad i orangerött och svart. Till skillnad från den snarlika riddarskinnbaggen är det bakre fältet helt svart, och den fullvuxna rödlusen är något hårig.